# Осипов, Александр Александрович
Алекса́ндр Алекса́ндрович О́сипов (10 ноября 1911, Ревель, Эстляндская губерния, Российская империя — 25 октября 1967, Ленинград, СССР) — советский православный богослов, бывший протоиерей и профессор Ленинградской духовной академии, отлучённый от Церкви священнослужитель Русской православной церкви. Магистр богословия. С 1959 года — профессиональный пропагандист атеизма; кандидат философских наук (с ноября 1966 года за три работы — «Катехизис без прикрас», «Евангелие от иезуита» и «Женщина под крестом»). Один из авторов многократно издававшейся в СССР «Настольной книги атеиста». Автор ряда книг и статей антирелигиозного содержания.

## Биография

### До принятия священства
Александр Александрович Осипов родился 10 ноября 1911 года в Ревеле в семье служащего отделения Государственного банка. Мать Клавдия Григорьевна была дочерью морского офицера. Дед из великоустюжских крестьян, после многолетней службы матросом дослужился до офицера и много лет проработал в Ревельском порту. В дальнейшем семья несколько раз переезжала по месту службы отца. В связи со службой отца Осиповы жили в Сухуме, затем поселились в Оренбурге, где семью Осиповых застала революция 1917 года. Во время гражданской войны Осиповы были вынуждены переехать на родину отца — в Иваново-Вознесенск, чтобы выжить в условиях голода. Там семья распалась и в 1922 году мать с сыном вернулись в Таллин.
Поначалу втроём — мать, бабушка и одиннадцатилетний Александр — были надомниками табачной фабрики «Лаферм». Потом мать стала работать корректором в газете, прирабатывала шитьём.
С 1926 года печатался в местных газетах. По собственным воспоминаниям, с 1926 по 1940 год опубликовал до 65 статей, рассказов и стихотворений в русской и эстонской периодической печати и 10 книжек и брошюр отдельными изданиями, в том числе книга стихотворений, пьеса для юношества, описание путешествия на Старый Валаам в Финляндию и несколько богословских работ.
Учился в Таллинской частной русской гимназии, которую с отличием окончил в 1929 году.
С 1928 по 1932 год — член кружков Русского студенческого христианского движения (РСХД) в Таллине и Тарту. Слушал лекции Николая Бердяева, Николая Арсеньева, Владимира Ильина, священника Сергия Четверикова, протоиерея Иоанна Богоявленского, Василия Зеньковского, Бориса Вышеславцева, Льва Зандера. Был сотрудником журнала «Православный собеседник».
В 1929 году был участником (избран секретарём) II съезда РСХД в Печерском монастыре (3—11 августа 1929). Выпустил книгу о съезде: «У родных святынь». Участник III съезда РСХД, проходившего в Пюхтицком монастыре с 24 по 30 июля 1930 года.
Недолгое время отбывал воинскую повинность, но по состоянию здоровья был освобождён.
В январе 1931 года, по предложению протоиерея Иоанна Яковлевича Богоявленского (члена Синода Эстонской православной церкви, активиста РСХД), Александр Осипов стал студентом православного отделения богословского факультета Тартуского университета. Оплату обучения в университете производил Синод Эстонской православной церкви. Общество помощи бедным Таллинского Александро-Невского собора, по рекомендации Иоанна Богоявленского, предоставило ранее учреждённую персональную стипендию на срок обучения в университете. Жильё снимал в церковном доме при Тартуском Успенском соборе. В университете слушал лекции известных профессоров Александра Михайловича фон Бульмеринка, протоиерея Василия Антоновича Мартинсона (бывший ректор Петроградской духовной семинарии), Эдуарда Теннманна.
В июне 1935 года с отличием окончил православное отделение богословского факультета Тартуского университета. После защиты диссертации получил степень кандидата богословия. Позже, после защиты второй диссертации «Пасторологические взгляды Иоанна Хризостома», учёным советом университета Осипову была присуждена учёная степень магистра богословия. Тема была избрана в соответствии с пожеланием главы Эстонской православной церкви, митрополита Александра (Паулуса)).
По рекомендации руководителя православного отделения богословского факультета Тартуского университета профессора В. А. Мартинсона оставлен докторантом. Темой докторской диссертации Осипов избрал первые двенадцать глав Библии: «Препатриархальный период книги Бытия».

### Священнический период
28 июля 1935 года он женился на дочери тартуского протоиерея — Нине Николаевне Павской. 25 августа 1935 года был рукоположён в диакона; через пять дней — в иерея. Принял должность миссионера тюрем, больниц, заразных бараков, богаделен, приютов, домов для сумасшедших
С июля 1935 года и до конца 1936 года он являлся государственным стипендиатом при университете и готовился к работе на кафедре. В 1937 году вынужденно покинул университет после фашистского переворота. Отказался сменить русскую фамилию на предложенную эстонскую «Ossep»
Временно служил в эстонском Преображенском соборе Таллина, церкви пригорода Нымме, церкви пригорода Копли, учительствовал в эстонской частной гимназии Лендер. После ухода из университета был вторым священником, потом настоятелем Казанской церкви в Таллине, законоучителем Таллинской частной русской гимназии. На организованных Таллинских русских вечерних богословских курсах, действовавших в 1938—1941 годах, читал лекции по Ветхому завету. C 1938 по 1939 годы являлся членом Нарвского епархиального совета. В 1939—1941 годы — член епархиального совета.
В 1940 году, в связи с вхождением Эстонской Республики в состав Союза ССР, стал гражданином СССР, а также вместе с прочими православными клириками Эстонии перешёл из Константинопольского Патриархата в Московский. Смена юрисдикции на карьере иерея Александра Осипова не отразилась. После присоединения Эстонии к СССР он стал секретарём Епархиального совета Эстонии и секретарём Временного экзаршего управления в Эстонии. Его молодость и прекрасное владение двумя языками могли помочь стать определённым связующим звеном между митрополитом Александром (Паулусом) и митрополитом Сергием (Воскресенским). Кроме того, Осипов прекрасно разбирался во взаимоотношениях внутри православного клира Эстонии, знал слабости и сильные стороны священников и мог подсказывать экзарху, к кому ему стоит обратиться за помощью в местных церковных дела.
27 июня 1941 призван в Красную Армию. Служил старшиной в инженерной части в г. Молотове. В армии Осипов служил по май 1942 года. Скорее всего, служба в армии была не личным выбором, а вынужденной мерой, вызванной войной. О службе Осипова в армии известно мало.
С мая 1942 по октябрь 1944 год — священник Новокладбищенской церкви города Молотова. Находясь в Молотове в 1943 году, усыновил мальчика из военных сирот. Его супруга, остававшаяся в Таллине, была эвакуирована на Запад вместе с детьми. Через советские репатриационные органы до него дошло сообщение, что супруга оформила развод и отреклась от него как от «красного попа».
В ноябре 1944 года вернулся в Эстонскую ССР и вновь занял должность настоятеля Казанской церкви в Таллине, а также секретаря объединённого Епархиального совета. Участвовал в присоединении эстонских приходов к Московской Патриархии, присутствовал при принесении покаяния эстонскими священниками в Никольском храме Таллина 6 марта 1945 года. Участник Поместного собора Русской православной церкви, прошедшего с 31 января по 4 февраля 1945 года в Москве.
В этот период у Осипова сложились особые отношения с уполномоченным по делам Русской православной церкви по Эстонской ССР Нефёдом Карсаковым. Последний по многим первостепенным вопросам апеллировал к опыту Осипова и его знанию положения дел внутри епархии. В личных беседах с ленинградским и таллинским уполномоченными он критиковал епископа Таллинского Исидора (Богоявленского), впрочем как и всех остальных представителей православной Эстонии. Советские власти не доверяли православному духовенству Эстонии, пережившему нацистскую оккупацию. На этом фоне фигура Александра Осипова безусловно выделялась — он хорошо знал эстонскую жизнь, не находился в Эстонии во время нацистской оккупации, наконец, был готов оказывать коммунистическим властям услуги
В феврале 1946 года получено разрешение периодически приезжать из Таллина в Ленинград для чтения лекций на Богословско-пастырских курсах. В 1946 году, при открытии Ленинградской духовной академии, приглашён в неё профессором. С 1 сентября 1946 по 2 декабря 1959 А. А. Осипов — профессор кафедры Священного писания Ветхого завета, кафедры древнееврейского языка, кафедры истории религий (1948—1950 гг.), одновременно с 1 сентября 1946 до 9 июля 1947 года — инспектор (проректор) Ленинградской духовной академии и семинарии.
Практически во всех своих описаниях представителей профессорско-преподавательского состава Осипов стремился увидеть в первую очередь отрицательные черты. В рапортах как церковному начальству, так и уполномоченному Осипов чаще всего старался показать изнанку отношений внутри духовных школ. Он в большей степени выступал в роли обличителя внутренних качеств своих коллег. Само священноначалие относилось к Осипову также с долей скепсиса, отмечая как его положительные, так и отрицательные черты. В личном деле отца Александра хранится следующая его характеристика: «Исполняя обязанности Инспектора, имея большое число уроков, нёс и большую часть работы по административно-хозяйственным делам. Энергичный. В отношении к инспект[орско]-воспит[ательской] стороне дела держался общего руководства, возлагая ближайшее наблюдение за воспитанниками на остальной инспекторский состав. В отношении к учащимся был далеко не всегда вполне беспристрастен: имел „любимчиков“, к которым благоволил и потворствовал, с другими воспитанниками был холодно-сух. Не всегда искренен и в донесениях по начальству. Далеко не всегда объективен. Давал повод к соблазну среди учащихся и прихожан Академического Храма посещениями театров и кино. Допускает уклонение от уставов Церкви в быту. В чтении лекций воспитанниками отмечается некоторый рационализм».
Во во время пасхального богослужения 1947 года, из-за крайнего недостатка действующих храмов в Ленинграде, в здании ЛДА произошла трагедия: рухнула лестница, на которой стояли молящиеся, не поместившиеся в домовый храм. Многие получили серьёзные увечья. Готовясь к «штурмованию здания», Осипов составил приказ, отдельным пунктом которого стоял запрет оставлять людей молиться на лестничных клетках, но именно этот пункт был нарушен. Впоследствии он изображал происшествие как «мучительный нравственный удар»: "Тяжелые это были испытания, — вспоминал Осипов, — один сплошной вопрос Господу Богу: «Через блокаду провёл? — провёл. Мир даровал? — даровал. Так что же Ты над этими, самыми верными детьми Твоими, пришедшими в эту ночь на поклонение Тебе, надругался?»
В 1947 году возведён в сан протоиерея. С 10 июля 1947 года по 20 апреля 1948 года исполнял обязанности ректора Ленинградской духовной академии и семинарии. На этот период в должности инспектора его временно сменил доцент, прот. Владимир Благовещенский. С 21 апреля 1948 — вновь инспектор Ленинградской духовной академии и семинарии ; 15 августа 1950 года освобождён от административной должности по собственному желанию.
На протяжении четырёх лет был членом, во время исполнения обязанностей ректора — главой, строительного комитета по восстановлению здания бывшей духовной семинарии. Восстанавливали разрушенное немецкой авиабомбой правое крыло здания, центральную часть и уцелевшую половину 4-го этажа в левом крыле. В феврале 1948 года, руководя ремонтно-строительными работами, получил тяжёлую травму. По причине болезни ног, полученной вследствие этой травмы, в 1950 году был вынужден оставить священническую деятельность.
В январе 1951 года женился вторым браком на знакомой — Ирине Пономарёвой, приехавшей из Таллина в Ленинград поступать в медицинский институт. Впоследствии, уже после его отречения, этот брак распался.
В том же 1951 году Осипов направил Патриарху Алексию I прошение о сложении сана (по православным канонам женатый дважды не может служить), но прошение Осипова рассматривалось четыре с лишним года, и в итоге он был отстранён от священнослужения (которое, по состоянию здоровья, уже не совершал с 1950 года) лишь 23 июня 1955 года, но с предписанием по-прежнему носить рясу.
В 1955—1956 годах привлечён в качестве учёного редактора к первому в СССР изданию Библии в Синодальном переводе, осуществлённому Московской патриархией.
С середины 1990-х годов, после того, как М. В. Шкаровский обнаружил анонимную аналитическую записку 1951 года «В мире духовном» и опубликовал её под собственным заголовком «Доклад секретного осведомителя, профессора протоиерея А. Осипова Ленинградскому уполномоченному А. И. Кушнареву о положении в Московской Патриархии», в религиозной литературе за ним закрепился ярлык «секретного осведомителя ленинградского уполномоченного Совета по делам Русской православной церкви». Записка написана языком профессионального борца с религией («религиозный психоз», «липкие щупальца», «ведущая головка церкви», «гнойное скопление … злопыхателей советской власти и разложившихся элементов», «в деревнях агитация попов заметнее и поэтому им труднее смутить молодую душу» и пр.)

### Атеистический период
В конце 1958 года в СССР была развёрнута т. н. «хрущёвская антирелигиозная кампания». В течение 1959 года Осипов вёл переговоры с некими «партийными товарищами», которые фиксировал в своём дневнике, о своём трудоустройстве в советские учреждения. 2 декабря 1959 года он сообщил ректору ЛДАиС Михаилу Сперанскому о прекращении преподавания, вручил «Известительное послание» о своём уходе «из ленинградских духовных школ, из православной церкви, из христианства и из религии вообще» и о его причинах, которое «просил зачитать своим бывшим сослуживцам — преподавателям и учащимся, учившимся» у него. 6 декабря в газете «Правда» была опубликована статья «Отказ от религии — единственно правильный путь» с подзаголовком: «Письмо в редакцию. Александр Осипов». В статье магистр богословия объяснил причины своего разрыва с религией, того, как постепенно рос и креп его атеизм, как он пришёл к заключению, что примириться с совестью и назвать себя честным человеком сможет, лишь порвав с религией. По мнению Михаила Шкаровского, отречение Осипова совершено по приказу сотрудников КГБ в рамках кампании по публичным отречениям священнослужителей. Несколькими днями позже публикации первого открытого письма А. А. Осипов открыто заявил со страниц газеты «Известия», что православие — «самая отсталая религия в Советском Союзе».
Постановлением Священного синода от 30 декабря 1959 года извергнут из сана и лишён церковного общения. В тексте говорилось: «Бывшего протоиерея и бывшего профессора Ленинградской Духовной Академии Александра Осипова, бывшего протоиерея Николая Спасского, бывшего священника Павла Дарманского и прочих священнослужителей, публично похуливших имя Божие, считать извергнутыми из священного сана и лишенными всякого церковного общения. „Они вышли от нас, но не были наши“» (1 Ин. 2, 19).
В 1960—1963 годах работал главным библиотекарем фондов Государственной публичной библиотеки имени М. Е. Салтыкова-Щедрина. С ноября 1963 года по 1967 год — старший научный сотрудник Музея истории религии и атеизма в Ленинграде.
В это же время Осипов стал активно создавать и публиковать антирелигиозные книги, брошюры, статьи по данной тематике, выступать с лекциями о вреде религии в советском обществе. Всего в газетах с 1959 по 1967 года было найдено 22 публикации А. А. Осипова. Основной сходной чертой почти всех его публикаций можно назвать ответы на приходившие в редакции различных периодических изданий письма читателей. Бывший магистр богословия, красочно описывая положение дел в Церкви, стремится показать ее как вредный мировоззренческий пережиток
В ноябре 1966 года за три работы — «Катехизис без прикрас», «Евангелие от иезуита» и «Женщина под крестом» — получил учёную степень кандидата философских наук. Тем не менее, После прихода к власти Л. И. Брежнева интерес к борьбе с религией, в том числе и интерес к ренегатам, у советской власти и ЦК КПСС стал угасать. В 1966 году в газетах не было напечатано ни одной его антирелигиозной статьи.
В январе 1967 года было диагностирована злокачественная опухоль. Из последних двух публикаций, которые являются краткой и полной версиями интервью, данного А. А. Осиповым 15 октября 1967 года, незадолго до смерти, следует, что он нисколько не жалел, что отрёкся от веры. С. Л. Фирсов приводит следующую выдержку из его «прощального письма»: «У „боженек“ выпрашивать милости не собираюсь».
Скончался 25 октября 1967 года в Ленинграде, похоронен 28 октября 1967 года. На гранитной стеле, поставленной над могилой Александра Осипова на Серафимовском кладбище, написана эпитафия, сочиненная самим Осиповым: «Радости вам, долгих лет жизни желает атеист и друг ваш Александр Осипов».

## Легенда о предсмертном раскаянии
В статье, опубликованной 11 апреля 2011 года (в год 100‑летия со дня рождения Осипова) на сайте «Православие и образование», игумен Сергий (Рыбко) привёл «эксклюзивный факт», ставший ему известным от лица, работавшего в 1967 году в патриархии, о том, что Осипов якобы написал письмо патриарху Московскому и всея Руси Алексию I с просьбой разрешить ему исповедаться и причаститься перед смертью. Игумен Сергий приводит слова резолюции патриарха: «Уважаемый Александр Александрович! Если Вы желаете принести покаяние и вновь воссоединиться с Русской Православной Церковью, Вам следует публично засвидетельствовать свою веру путём публикации в газете так же, как публично Вы отреклись от неё. После этого ничто не возбранит Вам принять Святые Тайны». Игумен Сергий утверждает, что человек, рассказавший ему об этом, лично видел указанную резолюцию Алексия I. Эта же версия встречается и в более раннем источнике.
Журналист Оксана Гаркавенко по поводу сообщения игумена Сергия замечает: «Вся эта история представляется маловероятной. С учётом реалий эпохи такой ответ выглядел бы просто едкой насмешкой над умирающим. Последние недели жизни Осипов практически постоянно был без сознания, находясь под воздействием болеутоляющих средств, и вряд ли имел возможность кого-либо о чём-то просить. Пока он ещё мог говорить, его навещали разные лица, в том числе бывшие студенты, ждавшие, но не дождавшиеся его раскаяния. Всё время болезни при нём находилась секретарша, записывавшая каждое его слово».
Кроме того, находясь уже на смертном одре, Осипов надиктовал ещё одну статью «Атеизм внёс свет в мою жизнь», демонстрирующую уверенность в атеистических убеждениях. Статья была озвучена на его похоронах 28 октября и опубликована в журнале «Наука и религия» (№ 1, 1968).
Историк Сергей Фирсов, изучивший дневники Осипова 1967 года и свидетельства знавших его людей, никаких порывов к возвращению его в Церковь перед смертью не отметил.